# Västra Idåsgölen
Västra Idåsgölen är en sjö i Högsby kommun i Småland och ingår i Emåns huvudavrinningsområde.